# Das Reich
Das Reich fu un settimanale fondato da Joseph Goebbels, ministro della propaganda della Germania nazista, nel maggio 1940.

## Storia
Das Reich fu principalmente una creazione di Rudolf Sparing, Rolf Rienhardt e Max Amann. La sua tiratura crebbe da 500.000 copie nell'ottobre 1940 a oltre 1.400.000 nel 1944. A parte un editoriale settimanale, Goebbels non fu coinvolto nella pubblicazione. La maggior parte, ma non tutti, i suoi articoli dopo il 1940 sono apparsi in questa testata. Negli anni '30 i suoi articoli erano apparsi su Völkische Beobachter. Dal maggio 1940 scrisse 218 editoriali. Quando le forze alleate sbarcarono in Italia, e Mussolini fu brevemente deposto, Goebbels decise di non scrivere un editoriale.

## Contenuti
Il giornale conteneva notizie, saggi su vari argomenti, recensioni di libri e un editoriale scritto da Goebbels. Parte del contenuto è stato scritto da autori stranieri. Con l'eccezione dell'editoriale di Goebbels, Das Reich non condivideva il tono di altre pubblicazioni naziste.
Tra gli altri argomenti, copriva le incerte liste delle vittime di Stalingrado, distingueva tra invasioni tedesche e alleate per suggerire che quest'ultime non avrebbero avuto successo, discuteva i bombardamenti e la V-1, deplorava la cultura americana, ritraeva il morale americano come povero (anche se non suggeriva che si sarebbero arresi a causa di questo) e infine dichiarò che Berlino avrebbe combattuto fino alla fine.
Il suo ultimo articolo dell'aprile 1945 invitava a resistere all'ultimo respiro.